# Incalvertia catophoenissoides
Incalvertia catophoenissoides là một loài bướm đêm trong họ Geometridae.